# Catemu
Catemu is een gemeente in de Chileense provincie San Felipe de Aconcagua in de regio Valparaíso. Catemu telde 13.998 inwoners in 2017 en heeft een oppervlakte van 362 km².